# ویلیام مارکس

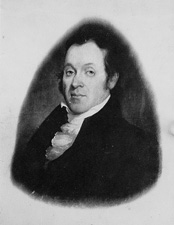
ویلیام مارکس، سناتور اسبق آمریکایی

ویلیام مارکس (به انگلیسی: William Marks) سناتور سابق عضو حزب ملی جمهوری‌خواه بود. وی در سال ۱۸۲۵ تا ۱۸۳۱ میلادی سناتور ایالت پنسیلوانیا در سنای ایالات متحده آمریکا بود.